# Levkuška
Levkuška (em húngaro: Lőkös) é um município da Eslováquia, situado no distrito de Revúca, na região de Banská Bystrica. Tem 3,63 km² de área e sua população em 2018 foi estimada em 245 habitantes.

## Demografia
| Ano:        | 1994 | 2004   | 2014   | 2024   |
| ----------- | ---- | ------ | ------ | ------ |
| Broj ljudi: | 252  | 229    | 236    | 252    |
| Razlika:    |      | -9,12% | +3,05% | +6,77% |

| Ano:               | 2023 | 2024   |
| ------------------ | ---- | ------ |
| Número de pessoas: | 245  | 252    |
| Diferença:         |      | +2,85% |